# Asli Hassan Abade
Asli Hassan Abade (Somalisch: Asli Xasan Cabaade, Arabisch: عسلي حسن آباد) was de eerste en tot zover bekend enige vrouwelijke piloot bij de Somalische luchtmacht (SAF). Zij streed voor gelijkheid tussen man en vrouw in militaire rang.